# Meirionnydd Nant Conwy (circonscription de l'Assemblée)
Ne doit pas être confondue avec Meirionnydd Nant Conwy, une circonscription parlementaire de la Chambre des communes.
Pour les articles homonymes, voir Meirionnydd Nant Conwy.
Meirionnydd Nant Conwy était une circonscription de l'Assemblée nationale du pays de Galles de 1999 à 2007. Il a élu un membre de l' Assemblée selon le mode de scrutin uninominal majoritaire à un tour. Toutefois, il s’agissait également d’une des neuf circonscriptions de la région électorale du Mid and West Wales, qui a élu quatre membres supplémentaires, en plus des neuf membres de circonscription, afin de parvenir à un degré de représentation proportionnelle pour la région dans son ensemble.

## Limites
La circonscription a été créée pour la première élection de l'Assemblée en 1999, avec le nom et les limites de la circonscription de Meirionnydd Nant Conwy. Elle en partie dans le comté préservé de Clwyd et en partie dans le comté préservé de Gwynedd.
La circonscription électorale a été abolie en 2007.Les sept autres circonscriptions de la région étaient Brecon and Radnorshire, Carmarthen East and Dinefwr, Carmarthen West and South Pembrokeshire, Ceredigion, Llanelli, Montgomeryshire et Preseli Pembrokeshire.

## Membres de l'Assemblée
| Election                    | Election | Membre             | Parti       | Portrait |
| --------------------------- | -------- | ------------------ | ----------- | -------- |
|                             | 1999     | Dafydd Elis-Thomas | Plaid Cymru |          |
| 2007 circonscription abolie |          |                    |             |          |

## Élections

### Élections dans les années 1990
| Élections de l'Assemblée galloise 1999: Meirionnydd Nant Conwy |                                       |                    |        |      |     |
| Parti                                                          | Parti                                 | Candidat           | Votes  | %    | ±   |
|                                                                | Plaid Cymru                           | Dafydd Elis-Thomas | 12,034 | 63.8 | N/A |
|                                                                | Labour                                | Denise Idris Jones | 3,292  | 17.4 | N/A |
|                                                                | Conservateur                          | Owen Williams      | 2,170  | 11.5 | N/A |
|                                                                | Liberal Democrats                     | Graham Worley      | 1,378  | 7.3  | N/A |
| Majorité                                                       | Majorité                              | Majorité           | 8,742  | 46.3 | N/A |
| Participation                                                  | Participation                         | Participation      | 18,874 | 57.3 | N/A |
|                                                                | Plaid Cymru Vainqueur (nouveau siège) |                    |        |      |     |

### Élections dans les années 2000
| Élections de l'Assemblée galloise 2003: Meirionnydd Nant Conwy |                   |                    |        |      |      |
| Parti                                                          | Parti             | Candidat           | Votes  | %    | ±    |
|                                                                | Plaid Cymru       | Dafydd Elis-Thomas | 8,717  | 57.4 | −6.4 |
|                                                                | Labour            | Edwin S. Woodward  | 2,891  | 19.0 | +1.6 |
|                                                                | Conservateur      | Lisa Francis       | 2,485  | 16.4 | +4.9 |
|                                                                | Liberal Democrats | Kenneth A. Harris  | 1,100  | 7.2  | −0.1 |
| Majorité                                                       | Majorité          | Majorité           | 5,826  | 38.3 |      |
| Participation                                                  | Participation     | Participation      | 15,193 | 45.0 |      |
|                                                                | Plaid Cymru hold  | Plaid Cymru hold   | Swing  | −4.0 |      |